# Káťa a Škubánek
Káťa a Škubánek je československý animovaný televizní seriál, jehož první tři série vznikaly v rozmezí let 1982–1988. Poslední čtvrtá série vznikala v letech 1989–1993 již pouze v české produkci. První díl měl premiéru v rámci večerníčku 19. prosince 1982.
Námět zpracovali Libuše Koutná a Josef Lamka, oba se podíleli také na scénáři, režii se věnovala v prvních třech sériích Věra Marešová, po jejím úmrtí pokračovali poslední čtvrtou sérií ve stejném duchu jako režisér František Vystrčil a animátorka Zdeňka Skřípková. Kameru obsluhovala Jaroslava Zimová. Všechny díly namluvila Jitka Molavcová. Hudbu zkomponoval Angelo Michajlov. Bylo natočeno celkem 26 dílů, délka se pohybovala v rozmezí od 6 do 8 minut.

## Synopse
Seriál zavede diváky do malého domečku, kde spolu žijí holčička Káťa a strakatý pes Škubánek…

## Seznam dílů
Příhody vycházely i ve formě komiksu ve Čtyřlístku. Některé příhody vyšly také knižně a namluvené na CD:
| Večerníček | Večerníček                  | Večerníček | Večerníček   | Komiks                      | Komiks                       | Kniha                       | Kniha    | Audio                       | Audio     |
| pořadí     | název dílu                  | rok výroby | rok premiéry | název komiksu               | číslo Čtyřlístku, rok vydání | název kapitoly              | kniha    | název                       | Audio CD  |
| ---------- | --------------------------- | ---------- | ------------ | --------------------------- | ---------------------------- | --------------------------- | -------- | --------------------------- | --------- |
| 01.        | Vajíčko                     | 1982       | 1982         | Jak se Škubánek narodil     | 119, 1984                    | Jak se Škubánek vyklubal    | k1, 2005 | Jak se Škubánek vyklubal    | cd1, 1998 |
| 02.        | Potopa                      | 1982       | 1982         | Potopa                      | 124, 1984                    | Potopa                      | k3, 2008 | –                           | -         |
| 03.        | Pletení                     | 1982       | 1982         | Pletení                     | 130, 1985                    | Pletení                     | k2, 2007 | –                           | -         |
| 04.        | Sněžný muž                  | 1982       | 1982         | –                           | –                            | Krásně je na horách!        | k1, 2005 | Krásně je na horách!        | cd1, 1998 |
| 05.        | Kočičí auto                 | 1982       | 1982         | Auto                        | 128, 1985                    | Kočičí auto                 | k3, 2008 | –                           | -         |
| 06.        | Medaile                     | 1982       | 1982         | –                           | –                            | –                           | –        | –                           | -         |
| 07.        | Malování                    | 1982       | 1982         | –                           | –                            | –                           | –        | –                           | -         |
| 08.        | Kos                         | 1983       | 1984         | –                           | –                            | –                           | –        | –                           | -         |
| 09.        | Ryby                        | 1983       | 1984         | Jak šli na ryby             | 159, 1988                    | Na rybách                   | k3, 2008 | –                           | -         |
| 10.        | Cvičení                     | 1983       | 1984         | Psí olympiáda               | 134, 1986                    | Psí olympiáda               | k3, 2008 | –                           | -         |
| 11.        | Bumerang                    | 1983       | 1984         | –                           | –                            | Bumerang                    | k3, 2008 | –                           | -         |
| 12.        | Čáry máry v kuchyni         | 1984       | 1984         | Moucha                      | 121, 1984                    | Čáry, máry v kuchyni        | k3, 2008 | –                           | -         |
| 13.        | Kukačky                     | 1984       | 1984         | Kukačky                     | 135, 1986                    | –                           | –        | –                           | -         |
| 14.        | Narozeniny                  | 1986       | 1990         | Dárek k narozeninám         | 195, 1992                    | Škubánkovy narozeniny       | k1, 2005 | Škubánkovy narozeniny       | cd1, 1998 |
| 15.        | Démantový obojek            | 1986       | 1990         | Démantový obojek            | 123, 1984                    | Démantový obojek            | k1, 2005 | Démantový obojek            | cd2, 2002 |
| 16.        | Maškarní ples               | 1986       | 1990         | –                           | –                            | –                           | –        | –                           | -         |
| 17.        | Hra na čmuchanou            | 1986       | 1990         | Hra na čmuchanou            | 149, 1987                    | Hra na čmuchanou            | k1, 2005 | Na čmuchanou                | cd1, 1998 |
| 18.        | Jak si ušetřit práci        | 1987       | 1990         | Jak si ušetřit práci        | 157, 1988                    | Jak si ušetřit práci        | k2, 2007 | –                           | -         |
| 19.        | Hledáme mladé talenty       | 1987       | 1990         | Talent                      | 125, 1985                    | Hledáme mladé talenty       | k3, 2008 | –                           | -         |
| 20.        | Jak se Škubánek přestal bát | 1988       | 1990         | Jak se Škubánek přestal bát | 162, 1989                    | Jak se Škubánek přestal bát | k1, 2005 | Jak se Škubánek přestal bát | cd2, 2002 |
| 21.        | Jak se dělá kocour          | 1989       | 1994         | Jak se dělá kocour          | 140, 1986                    | Jak se dělá kocour          | k2, 2007 | Jak se dělá kocour          | cd1, 1998 |
| 22.        | Pexeso                      | 1990       | 1994         | Pexeso                      | 137, 1986                    | Pexeso                      | k2, 2007 | –                           | -         |
| 23.        | Výlet do Afriky             | 1993       | 1994         | Výlet do Afriky             | 152, 1988                    | Výlet do Afriky             | k1, 2005 | Výlet do Afriky             | cd1, 1998 |
| 24.        | Strašidla přece nejsou      | 1993       | 1994         | Strašidla přece nejsou      | 189, 1991                    | Strašidla přece nejsou      | k2, 2007 | Strašidla přece nejsou      | cd2, 2002 |
| 25.        | Tajemný host                | 1993       | 1994         | Tajemný host                | 193, 1992                    | Tajemný host                | k2, 2007 | Tajemný host                | cd2, 2002 |
| 26.        | Škubánek u filmu            | 1993       | 1994         | –                           | –                            | Škubánek u filmu            | k2, 2007 | Škubánek u filmu            | cd2, 2002 |

poznámky:
- k1 … Káťa a Škubánek (2005)
- k2 … Káťa a Škubánek zase spolu (2007)
- k3 … Káťa a Škubánek se neztratí (2008)
- cd1 … Káťa a Škubánek (1998)
- cd2 … Káťa a Škubánek zase spolu (2002)

## Další tvůrci
- Dramaturgie: Marie Kšajtová, Alena Munková
- Animace: Květoslava Zbyňková, Jana Frolíková, Věra Hainzová, Ladislav Kouba, Zdenka Kocurová, Nataša Boháčková, Gabriela Randáková, Kristina Vodičková, František Vystrčil, Dáša Janečková, Ota Kudrnáč, Eva Kretzerová, Gabriela Kovářová, Zdeňka Skřípková, Eva Višňáková, Cilka Dvořáková
- Zvuk: Jan Kacian, Adolf Řípa, Benjamin Astrug
- Střih: Gaia Vítková
- Výtvarníci: Věra Marešová, František Vystrčil, Zdeňka Skřípková
- Výtvarník pozadí: Božislava Paloušová
- Vedoucí produkce: Helena Kiliánová, Jiří Soják, Dagmar Juráková
- Kamera: Jaroslava Zimová, Zdeněk Kovář, Zdenka Hajdová